# Rohovládova Bělá
Rohovládova Bělá là một làng thuộc huyện Pardubice, vùng Pardubický, Cộng hòa Séc.